# Auktion

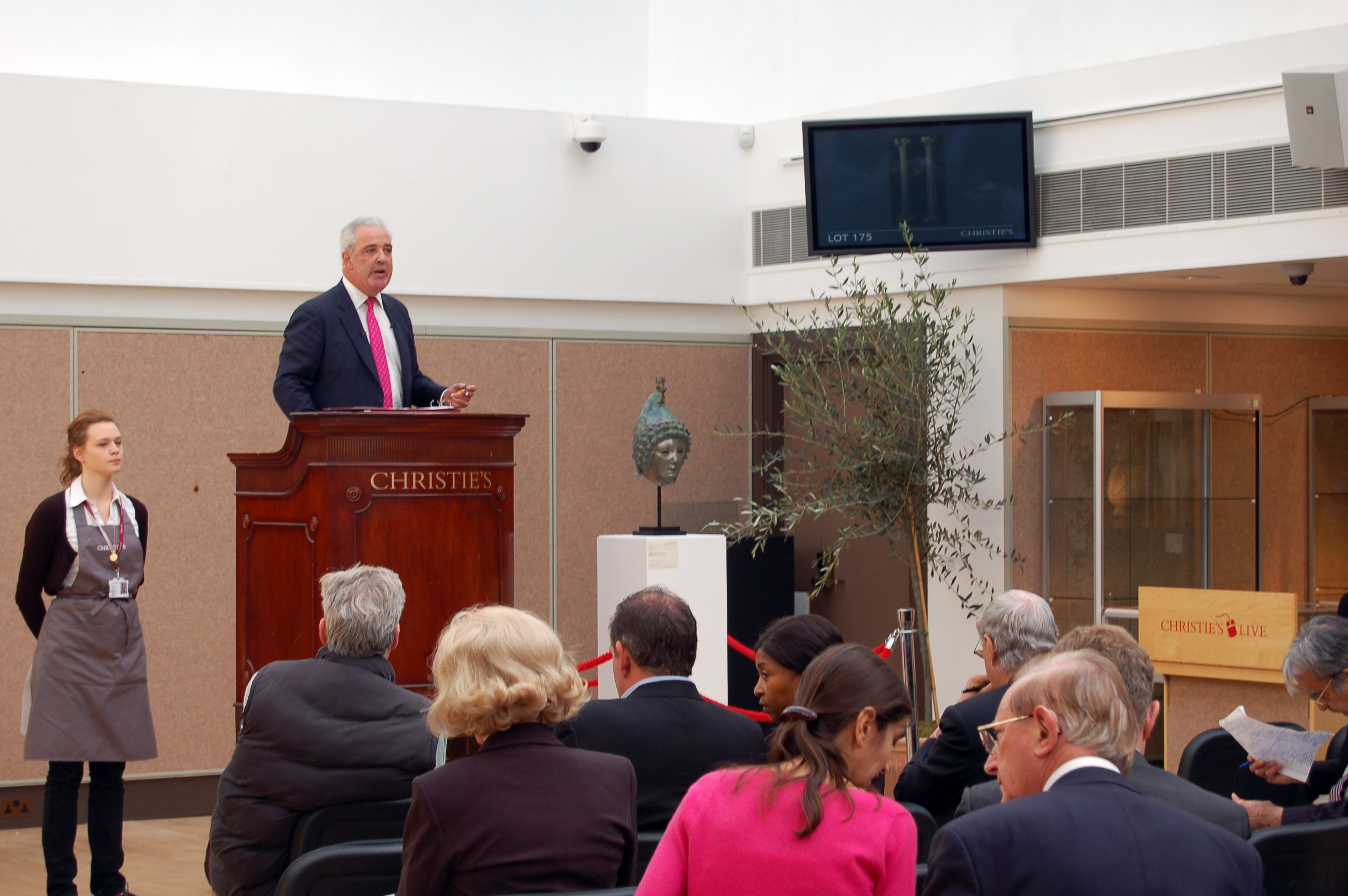
Auktionator des Auktionshauses Christie’s

Eine Auktion (Anhörenⓘ) (auch Versteigerung oder in Österreich Lizitation) ist eine Art der Verhandlung über den Kaufpreis von Gütern.

## Allgemeines
Bei einer Auktion (lateinisch auctio, „Vermehrung“) geben zumeist die Kaufinteressierten („Bieter“) verbindliche Gebote auf ein Auktionsgut ab. Die Auktionsgüter sind oft während der Auktion physisch vorhanden und/oder können vor der Auktion besichtigt werden. Die Bieter machen dem Verkäufer bzw. dem in dessen Auftrag handelnden Auktionator ein Angebot (Willenserklärung, die auf den Abschluss eines Kaufvertrags gerichtet ist). Bei einer traditionellen Auktion obliegt die Abwicklung der Auktion einem Auktionator. Er versteigert die Auktionsgüter an anwesende und/oder telefonisch mit steigernde Bieter.
Bei den meisten Auktionen steigen die Gebote an – das höchste Gebot wird zuletzt genannt und erhält den Zuschlag. Es gibt jedoch auch Rückwärtsauktionen (siehe unten – wer als erster bietet, kauft damit das Auktionsgut).
Hintergrund dieser Preisfindung sind Informationsasymmetrien im Markt. Während der Anbieter seine Ware zu einem höchstmöglichen Preis verkaufen will, möchte der Bieter die Ware zu einem möglichst niedrigen Preis ersteigern. Der Anbieter kennt häufig nicht die Zahlungsbereitschaft der Interessenten. Setzt er einen zu hohen Preis fest, kann er seine Ware nicht verkaufen. Setzt er einen zu niedrigen Preis fest, entgeht ihm ein Teil des möglichen Gewinns. Die Bieter kennen zwar ihre eigene Zahlungsbereitschaft, aber nicht die Zahlungsbereitschaft der anderen Interessenten. Es kommt daher vor, dass ein Bieter sich von anderen Bietern beeinflussen lässt und mehr bietet als ursprünglich geplant. Manchmal liefern sich mehrere Bieter ein sogenanntes Bietergefecht.
Bei Rückwärtsauktionen sind Bietergefechte nicht möglich.
Die Auktionstheorie beschäftigt sich mit der Analyse von Auktionsmechanismen und Bieterstrategien aus Sicht der Mikroökonomie und der Spieltheorie.

## Überblick über häufige Auktionsformen
Es gibt große Unterschiede zwischen Auktionshäusern und zwischen Auktionsmodellen. Traditionelle Auktionshäuser wie Sotheby’s, Christie’s, Lempertz oder Dorotheum arbeiten recht ähnlich. Man kann unterscheiden zwischen dem traditionellen Auktionswesen (Versteigerung nach § 156 BGB) und Online-Auktionen, wie sie z. B. auf eBay stattfinden.
Traditionelle Auktionshäuser versteigern auch in Internet-Live-Auktionen Gegenstände (etwa über die deutsche Plattform LOT-TISSIMO). Die folgende Tabelle nennt Unterscheidungsmerkmale zwischen traditionellen Auktionen, Online-Auktionen und Internet-Live-Auktionen:
|                                                       | Traditionelle Auktion | Online-Auktion | Internet-Live-Auktion |
| ----------------------------------------------------- | --- | --- | --- |
| Teilnahme an der Versteigerung im Sinne von § 156 BGB | Am Ort des Auktionshauses im dortigen Versteigerungssaal, oder per Telefon | Nicht möglich | Mittels Personal Computer, Notebook, Tablet PC und Smartphone oder am Ort des Auktionshauses im dortigen Versteigerungssaal, oder per Telefon |
| Begutachtung der Ware                                 | Durch Fachleute auf Basis des Originals, eines Zertifikates oder durch Bilder | Durch den Käufer meist auf Basis der Beschreibung und elektronischer Bilder auf der Angebotsseite                                                                          | Im ersten Schritt über ein Netzwerk von Experten, auf Basis von Fotos und/oder Gutachten. Im zweiten Schritt durch Fachleute auf Basis des Originals, am Ort des Auktionshauses |
| Beschreibung der Ware                                 | Durch eine vom Auktionator beauftragte unabhängige und qualifizierte Instanz oder durch Experten innerhalb des Auktionshauses | Durch den Verkäufer | Durch eine vom Auktionator beauftragte unabhängige und qualifizierte Instanz oder durch Experten innerhalb des Auktionshauses |
| Bewertung der Ware                                    | Begründet, objektiv im Vergleich zu Marktstandards | Zum Teil durch den Verkäufer, oft wird keine Bewertung vorgenommen | Begründet, objektiv im Vergleich zu Marktstandards, Veröffentlichung von Auktionsergebnissen online über Datenbanken wie Artnet, manchmal Indexierung von Auktionsergebnissen auf der eigenen Webseite des Auktionshauses |
| Präsentation der Ware                                 | Oft in aufwändig gestalteten Katalogen | Durch den Verkäufer im Internet | Durch das Auktionshaus mittels High Definition Television Livestream im Internet, vor der Auktion per Onlinekatalog |
| Besichtigung der Ware                                 | Am Ort der Auktion (zentral) vor und während der Auktion | In der Regel nicht möglich (dezentral beim Verkäufer) | Während der Auktion mittels Livestream im Internet, zusätzlich am Ort der Auktion (zentral) vor und während der Auktion |
| Dauer der Auktion                                     | Wenige Sekunden bis Minuten für einen Artikel. Wobei viele Auktionshäuser nach der Veröffentlichung der Ware im Auktionskatalog Gebote auch schon im Vorfeld der Auktion schriftlich annehmen. Die Berücksichtigung dieser schriftlichen Gebote erfolgt aber erst beim Aufruf im Auktionssaal. | Wenige Tage bis Wochen für einen Artikel | Wenige Minuten für einen Artikel. Ausnahmslos erst nachdem der Auktionator mittels Aufruf festgestellt hat, dass keiner der Anwesenden, ob an Ort und Stelle oder online, das letzte vorliegende Gebot überbieten möchte. |
| Gebotabgabe für einen Artikel                         | Während der Auktion oder schriftlich im Voraus | Innerhalb der Auktionsdauer direkt oder auch mittels eines Biet-Agenten | Während der Auktion online oder am Ort des Auktionshauses, alternativ auch per Telefon, oder im Vorfeld der Auktion online über die Webseite des Auktionshauses, oder über mit dem Auktionshaus syndizierte Partnerwebseiten, sowie per Mail, Fax, Briefpost oder persönlicher Übergabe am Ort des Auktionshauses als sogenanntes Vorgebot. Die Berücksichtigung von Vorgeboten erfolgt ausnahmslos erst beim Aufruf des Versteigerungsgutes im Auktionssaal. |
| Ende einer Auktion                                    | Nach Abgabe des höchsten Gebotes | Zu einer festgelegten Zeit | Nach Abgabe des höchsten Gebotes, und dem Ausruf „Zum ersten, zum Zweiten und zum Dritten“ durch den Auktionator, und dem darauf folgenden Hammerschlag |
| Versand/Export                                        | Durch Auktionshaus organisiert, oder Kunde holt die Ware persönlich ab. | Vom Verkäufer organisiert, oder Kunde holt die Ware persönlich ab. | Durch Auktionshaus organisiert, oder Kunde holt die Ware persönlich ab. |
| Identität der Käufer und Verkäufer                    | Sind dem Auktionshaus persönlich bekannt. | Keine sichere Überprüfung der Identität. | Sind dem Auktionshaus persönlich bekannt. Überprüfung der Identität von Käufern und Verkäufern erfolgt elektronisch mittels Risikomanagement-Verfahren, meist durch Prüfungsunternehmen wie TÜV SÜD zertifiziert. |
| Vorschuss für die Einlieferung                        | Je nach Art und Wert der Ware wird dem Verkäufer im Regelfall ein verzinslicher Vorschuss gewährt. | Nicht anwendbar | Je nach Art und Wert der Ware wird dem Verkäufer im Regelfall ein verzinslicher Vorschuss gewährt. Der Zinssatz ist auf der Webseite des Auktionshauses einsehbar. |
| Provisionen/Kommissionen                              | Wird in der Regel sowohl dem Einlieferer, als auch dem Bieter (Käufer) berechnet. Kann aber auch unterschiedlich abweichen und wird je nach Auktionshaus unterschiedlich gehandhabt. | Wird in der Regel nur dem Verkäufer berechnet. | Käufer und Verkäufer bezahlen unterschiedliche Gebühren, der Tarif ist auf den Webseiten der Auktionshäuser einsehbar. |
| Zahlungsabwicklungen                                  | Durch Auktionshaus als Treuhänder (anonym) | Meist direkte Abwicklung zwischen Käufer und Verkäufer, sonst im elektronischen Zahlungsverkehr, z. B. per PayPal oder Visa, Mastercard, American Express oder Diners Club | Durch Auktionshaus als Treuhänder, überwiegend im elektronischen Zahlungsverkehr, z. B. per PayPal oder Visa, Mastercard, American Express oder Diners Club |
| Reklamationen                                         | Durch Auktionshaus vermittelt, überprüft und geschlichtet (anonym). Wenn Auktionshäuser im Auftrag arbeiten, ist eine direkte Bekanntgabe des Einlieferers auf Verlangen jederzeit möglich, aber in der Regel nicht üblich.                                                                    | Meist direkte Abwicklung zwischen Käufer und Verkäufer | Durch Auktionshaus vermittelt, überprüft und geschlichtet (anonym). Zertifizierung des Schlichtungsprozesses durch Prüfungsunternehmen wie TÜV SÜD oder Trusted Shops. |

Als wichtigste Aufgaben eines traditionellen Auktionshauses gelten die fachlich fundierte und angemessene Beschreibung und Dokumentation der Ware sowie die treuhänderische Abwicklung des Handelsgeschäftes.

## Traditionelle Auktion

### Vorbereitung

#### Einlieferung
Den gesamten Posten aller einzelnen Teile, die zu einer Auktion versteigert werden soll, nennt man Einlieferung und denjenigen, der die Ware dem Auktionshaus zur Versteigerung überlässt, nennt man entsprechend Einlieferer.
In der Regel wird zwischen dem Verkäufer (Einlieferer) und dem Auktionshaus eine Vereinbarung getroffen, einen wertvollen Gegenstand, eine Sammlung oder einen Teil davon zu verkaufen. Das Zustandekommen einer solchen Vereinbarung kann sehr verschieden erfolgen:
- Es handelt sich um einen Nachlass, und die Erben versuchen zu verkaufen.
- Ein Sammler will sich von einem Teil seiner Sammlung lösen.
- Ein Händler versucht, einen besonderen Posten optimal zu verkaufen.

Je nach Auktionssparte, Auktionshaus und Wert der eingelieferten Ware kann bei manchen Einlieferungen dem Einlieferer ein Vorschuss auf den zu erwartenden Verkauf gewährt werden. Solche Vorschüsse, alle anfallenden Zinsen, Prüfspesen und andere Kosten, werden genauestens dokumentiert und bei der späteren Abrechnung nach der Auktion mit dem beim Verkauf erzielten Ertrag aufgerechnet.
Traditionelle Auktionshäuser veranstalten meist eine gewisse Anzahl von Auktionen im Jahr, bei denen Objekte aus verschiedenen Sparten (z. B. Porzellan, Möbel, Schmuck, Münzen, Gemälde usw.) angeboten werden, andere halten gesonderte Auktionen für einzelne Sparten ab oder sind generell auf eine bestimmte Ware spezialisiert. Mitunter werden aber auch besondere Auktionen veranstaltet, wenn etwa eine bestimmte Sammlung aufgelöst oder das Inventar eines ganzen Schlosses versteigert wird. Damit ist oft auch ein besonderer Werbeeffekt verbunden, wenn es sich um eine bekannte Sammlung handelt, zudem kann die nachweisbare Herkunft aus einer solchen den Wert des einzelnen Objekts erhöhen. Andererseits kann es aus Sicht des Auktionshauses auch sinnvoll sein, eine große Sammlung ähnlicher Objekte bewusst nicht auf einmal zu veräußern, damit kein Überangebot entsteht, das zu niedrigeren Preisen führen kann.
Auf Anonymität für Einlieferer und Käufer wird Wert gelegt, d. h. die Namen der Einlieferer sind in der Regel nicht im Katalog aufgeführt und ebenso wird die Identität des Käufers nicht preisgegeben.
Üblicherweise finden traditionelle Auktionen in den Räumen des Auktionshauses statt, wo auch die zu versteigernden Objekte gelagert werden und vorher besichtigt werden konnten. Eine Auktion (und Vorbesichtigung) kann aber auch an einem anderen Ort stattfinden, z. B. wenn das Inventar eines Unternehmens versteigert wird – etwa große Maschinen oder umfangreiche Warenbestände, die nicht demontiert bzw. transportiert werden können.

#### Material sichten und prüfen
Das eingelieferte Material wird von Fachexperten im Auktionshaus grob sortiert, detailliert gesichtet und geprüft. Dieser Vorgang kann in einem oder mehreren Schritten erfolgen. Anhand der Einschätzung der Experten wird die Entscheidung getroffen, wie das Material für die Auktion in Lose (auch Lot, Konvolut) aufgeteilt wird.
Ebenfalls in den Zusammenhang der Materialprüfung gehört die Recherche der Herkunft. So sollte bei verdächtigen Objekten eine Überprüfung durchgeführt werden, um eventuelles Diebesgut auszuschließen. Hierzu werden etwa einschlägige Datenbanken wie das Art-Loss-Register durchsucht. Im Bereich von Kunst und Antiquitäten kann eine Untersuchung notwendig sein, ob die Provenienz einen Hinweis darauf geben könnte, dass es sich vielleicht um Raubkunst handelt.

#### Material beschreiben
Teilweise wird bei besonders wertvollen Losen von einem externen Sachverständigen ein Prüfzertifikat oder eine Expertise angefertigt, die der Ware beigelegt wird. Je nach Renommee des Experten kann besonders bei Kunstwerken der Wert durch ein positives Gutachten z. B. des maßgeblichen Experten für einen bestimmten Künstler, ganz erheblich gesteigert werden.
Bei der Philatelie z. B. existieren sehr umfangreiche Kataloge, in denen Objekte beschrieben und teilweise bewertet werden. Beispiele solcher Kataloge sind der deutsche Michel-, der Schweizer Zumstein- oder der amerikanische Scott-Katalog. Bei Briefmarken oder Münzen ist die Erstellung solcher Kataloge möglich, weil die einzelnen Objekte meist keine absoluten Einzelstücke sind, bei Kunstwerken oder Antiquitäten handelt es sich dagegen in der Regel um Unikate deren Vergleich nur bedingt möglich ist. Für bestimmte Antiquitätengattungen (z. B. Möbel, Uhren oder Spielzeug) gibt es jedoch ebenfalls gedruckte Kataloge, bei denen aber immer berücksichtigt werden muss, ob das zu bewertende Objekt tatsächlich mit dem im Katalog aufgeführten vergleichbar ist. Zudem existieren verschiedene Online-Preisdatenbanken die ebenfalls Auktionsergebnisse enthalten.
Die endgültige Bewertung der Ware übernimmt aber auch bei Gebieten, auf denen Kataloge vorliegen, stets ein Prüfer individuell. Er kann zudem beurteilen, ob bei früheren Auktionen für vergleichbare Objekte erzielte Preise als realistisch gelten können oder lediglich durch besondere Umstände (z. B. zwei Interessenten, die sich gegenseitig immer wieder überboten haben) zu Stande gekommen sind. Auch zwischenzeitliche Marktveränderungen müssen berücksichtigt werden, da auch Kunst- und Antiquitätenmarkt in gewisser Weise von Moden geprägt sind die dazu führen, dass ein vor längerer Zeit gezahlter Preis heute unter Umständen nicht mehr realisierbar ist (oder umgekehrt).
Die Experten und Prüfer untersuchen das Material nach allen Auffälligkeiten und beschreiben nicht nur den Ursprung, sondern auch den Erhaltungszustand nach vorgegebenen Richtlinien. Oft werden auch die Prüfzertifikate als Grundlage für die Beschreibung der Ware im Auktionskatalog verwendet. Manche Auktionshäuser erstellen auf Anfrage auch gesonderte Zustandsberichte für einzelne Lose, die über die Angaben im Katalog hinausgehen. Wegen des Aufwandes ist dies aber meist nur für hochpreisige Objekte möglich.
Aufgrund der Beschreibung und dem Vergleich mit ähnlicher Ware geben die Experten einen mindestens zu erzielenden Schätzpreis ab. Hierbei werden in der Regel auch die Vorstellungen des Einlieferers berücksichtigt, allerdings gehört es auch zu den Aufgaben des Auktionshauses ihn über einen realistischen Preis zu informieren und überzogene Vorstellungen zu korrigieren. Dieser realistische Preis gilt als Grundlage für den Preis im Auktionskatalog, den man oft auch als Ausruf, Rufpreis oder auch Katalogpreis bezeichnet.
Bei Kunstauktionen wird oft nur eine Auktion für Teilgebiete abgehalten, so dass sich eine Einlieferung oft auf mehrere unterschiedliche Auktionen verteilt.

#### Katalogproduktion

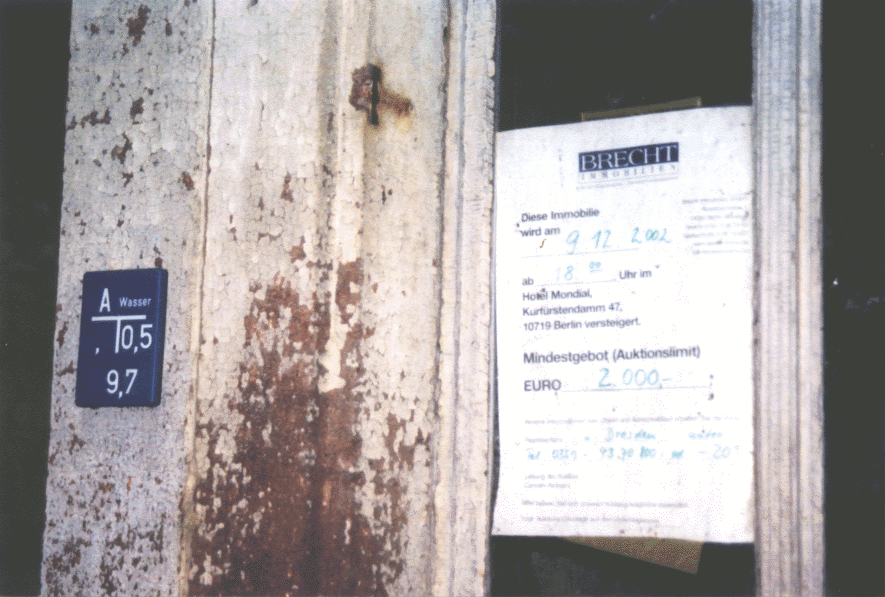
Auktionshinweis an einer zu versteigernden baufälligen Immobilie in Rochlitz

Der Auktionskatalog gilt als die Visitenkarte eines Auktionshauses. Um diesen zu erstellen, ist sehr viel Aufwand notwendig. Es wird nicht nur die gesamte Ware so genau wie möglich beschrieben, sondern oft müssen die einzelnen Objekte auch im Katalog abgebildet werden. Auch hierzu bedienen sich renommierte Auktionshäuser Experten. In der Philatelie z. B. ist die Farbtreue zwischen dem Original und der Abbildung oft eine große Herausforderung. Je nach Lichtverhältnissen und Materialbeschaffenheit können auch falsche Farben im Auktionskatalog erscheinen. Eine weitere Herausforderung der Katalogproduktion ist bisweilen auch die große Anzahl der Auktionslose und Abbildungen in einem Katalog. Je nach Größe und Art der Auktion müssen manchmal bis zu 12.000 Lose in einem einzigen Katalog dargestellt werden. Bei Kunstauktionen ist die Anzahl der Lose jedoch oft sehr viel kleiner, wobei es aber auch hier Ausnahmen gibt, wie die legendäre Tek-Sing-Auktion im Stuttgarter Auktionshaus Nagel im November 2000 zeigte.
Mittlerweile ist es üblich geworden, dass auch traditionelle Auktionshäuser ihr Angebot zusätzlich zum gedruckten Katalog im Internet präsentieren. Oft entspricht dieser Online-Katalog dem gedruckten, unter Umständen geht er jedoch auch darüber hinaus, etwa durch zusätzliche Bilder. Vor allem bei kleineren Auktionshäusern, die weniger Aufwand für ihren gedruckten Katalog betreiben können, ist dies der Fall. Zudem gibt es Internet-Portale, über die alle aktuellen Online-Kataloge gezielt durchsucht werden können, so dass Sammler auch Kenntnis von Angeboten räumlich weit entfernter, kleinerer Auktionshäuser erlangen können.

#### Zirkulare bzw. Katalogbestellungen
Manche Auktionshäuser betreiben einen sehr großen Aufwand für die Erstellung von Auktionskatalogen. Diese dienen nicht selten auch als Grundlage für die Dokumentation von historischen Gegenständen, da die versteigerten Objekte nach dem Verkauf oft (zum Beispiel in einer Privatsammlung) nicht mehr zugänglich sind, der Katalog erhält somit auch einen wissenschaftlichen Wert. Da viele Sammler und Kunstinteressierte solche Publikationen mit oft einmaligen historischen Dokumentationen besitzen möchten, ohne ein Objekt kaufen zu wollen, haben sich einige der führenden Auktionshäuser dazu entschlossen, für ihre Auktionskataloge eine Gebühr zu verlangen.
Ein Nebeneffekt ist, dass die Exklusivität der Auktionskataloge deutlich gestiegen ist und diese inzwischen bereits selbst zum begehrten Gegenstand vieler Sammlungen geworden sind. Oft erhält nur ein ausgewählter Teil der Kunden eines Auktionshauses einen Katalog gratis. Alle anderen bekommen ein Zirkular zugesandt, das mit einem Bestellschein für den Auktionskatalog zu vergleichen ist. Wenn Zirkulare versendet werden, dann geschieht dies lange vor der Katalogproduktion, um die Auflage besser abschätzen zu können.
Üblicherweise werden aufwendige Kataloge eher von renommierten Auktionshäusern mit hochpreisigen Objekten herausgegeben, während sich bei kleineren Auktionshäusern der Umfang oftmals auf einen einfach gestalteten Katalog und auf Wunsch zugesandte detaillierte Digitalfotos beschränken kann.

#### Besichtigung des Materials
Vor jeder Auktion kann die Ware im Auktionssaal besichtigt werden. In den meisten Auktionshäusern werden dafür Besichtigungszeiten angeboten, die in der Regel einige Tage vor der Versteigerung liegen. Je nach räumlichen Gegebenheiten kann die Ware mitunter auch bis kurz vor dem Aufruf noch angesehen werden. Bei Ware, die nicht im Auktionshaus selbst gelagert werden kann (beispielsweise Fahrzeuge oder große Maschinen), muss für die Besichtigung meist ein gesonderter Termin vereinbart werden.
Besonders kostbare, empfindliche und/oder diebstahlgefährdete Ware ist aus Sicherheitsgründen oft in Vitrinen ausgestellt und wird oft nur nach Vorlage von Ausweisdokumenten oder der Registrierung als Bieter zur genaueren Prüfung herausgegeben. Manchmal erhält der Interessent vor der Auktion eine Bieternummer; nur mit einer gültigen Nummer wird ihm die Ware zur Besichtigung ausgehändigt. Gleichzeitig wird für jedes besichtigte Los die Bieternummer dokumentiert, damit im Fall einer Beschädigung oder gar eines Diebstahls der Verursacher leichter ausfindig gemacht werden kann.
Oft übernehmen Kommissionäre die Aufgabe der Besichtigung. Sie werden von einem Interessenten beauftragt, die Ware zu prüfen und diese gegebenenfalls zu ersteigern. Dies ist zweckmäßig, da Kommissionäre oft Fachleute sind. Sie prüfen den Wert der Ware und können aufgrund ihrer Einschätzung eine Gebotsempfehlung abgeben. Ersteigert ein Kommissionär die Ware für einen Auftraggeber, kann dieser anonym bleiben.
Bei Spitzenobjekten, die von international tätigen Auktionshäusern angeboten werden, ist es manchmal üblich, das betreffende Stück vorher in verschiedenen Ländern in der Filiale des betreffenden Auktionshauses zu zeigen; wegen des großen Aufwandes geschieht dies jedoch nur bei Objekten im allerobersten Preissegment.

### Bieter
Um bei einer Auktion mitbieten zu können, müssen sich Bieter registrieren lassen, in einigen Fällen (siehe oben) auch schon bei der Besichtigung bestimmter Objekte. In vielen Auktionshäusern ist es mittlerweile üblich, dass zur Registrierung ein Ausweisdokument (Personalausweis, Reisepass) vorgelegt bzw. (bei schriftlichen oder Telefongeboten) in Fotokopie zugesandt werden muss. Manchmal wird auch die Angabe eines anderen Auktionshauses verlangt, bei dem der potentielle Bieter bereits Kunde ist, um ggf. Erkundigungen einziehen zu können. Auf diese Weise sollen Auktionshaus und Einlieferer vor Bietern geschützt werden, die Objekte ersteigern, aber nicht zahlen, sodass die Gegenstände erneut angeboten werden müssen.

#### Saalbieter
So werden die Bieter genannt, die persönlich an einer Auktion teilnehmen. Dies ist die traditionelle Form einer Auktion. Manche Bieter werden von einem Kommissionär oder Beauftragten vertreten, um ihre Anonymität zu wahren und damit den künftigen Aufenthaltsort der ersteigerten Ware vor der Öffentlichkeit zu verschleiern. Tritt der Beauftragte dabei in eigenem Namen auf, ist dem Auktionator in der Regel der eigentliche Erwerber zwar theoretisch unbekannt, jedoch werden gerade in Sammlerkreisen solche Beauftragten recht schnell bekannt, was dann auch wieder einen Rückschluss auf den eigentlichen Erwerber zulässt.

#### Telefonbieter
Viele Auktionshäuser, vor allem in der Kunstbranche, bieten dem Kaufinteressenten die Möglichkeit, die Auktion (oder den für ihn relevanten Teil davon) am Telefon mitzuverfolgen und telefonisch mitzubieten. In der Regel ruft das Auktionshaus den Bieter an, sobald das ihn interessierende Los in der Auktion erreicht ist. Der Interessent wird dann wie ein im Saal Anwesender in den Bietvorgang einbezogen, jeweils über die Höhe der Gebote informiert und gefragt, ob er weiter mitbieten will.
Dies ist vor allem für Bieter interessant, die sonst weit anreisen müssten. Zudem bleibt die Anonymität des Käufers gewahrt, was vor allem bei besonders wertvollen Losen sinnvoll ist. Wegen des Aufwands bieten diesen Service aber nicht alle Auktionshäuser an, da Fachpersonal eingesetzt werden muss, oft auch mit Fremdsprachenkenntnissen. Außerdem beeinträchtigt diese Form der Auktionsbeteiligung in der Regel auch den sonst flüssigen und schnellen Auktionsablauf. Durch die Präsentation der Auktionskataloge im Internet hat die Nachfrage nach telefonischem Mitbieten in den letzten Jahren stetig zugenommen. Heute ist die überwiegende Mehrzahl der Kunstauktionshäuser darauf vorbereitet. Um den Auktionsablauf dennoch nicht zu behindern, wird dieser Service meistens nur für wertvolle Objekte, z. B. ab einem bestimmten Mindestpreis, angeboten; oft steht auch nur eine begrenzte Zahl von Telefonplätzen zur Verfügung, so dass die Zahl der gleichzeitigen Telefonbieter begrenzt ist. Manchmal wird auch verlangt, dass Telefonbieter zusätzlich ein schriftliches „Reservegebot“ abgeben, das nur berücksichtigt wird wenn die Telefonverbindung nicht zu Stande kommt oder abbricht.

#### Internet-Bieter
Zahlreiche Auktionshäuser bieten die sogenannte „Live Auction“ an. Bei diesem Verfahren können Bieter aus der ganzen Welt ihre Gebote bei einer Auktion über das Internet abgeben, wobei eine vorherige Registrierung notwendig ist und häufig zusätzliche Gebühren anfallen. Diese Gebote werden dann von einem oder mehreren Mitarbeitern des entsprechenden Auktionshauses an den Auktionator weitergegeben, der das Gebot dann in die Auktion einbringt. Anders als feste schriftliche Gebote, die lediglich über das Internet vor der Auktion übermittelt werden, hat der Bieter bei der Live-Auktion die Möglichkeit, nachzubieten, sollte er überboten werden. Damit ähnelt diese Möglichkeit dem telefonischen Gebot, allerdings ist es dabei außerdem möglich, den Verlauf der gesamten Auktion zu verfolgen und auch spontan auf weitere Objekte zu bieten, während der Bieter beim Telefonbieten nur bei dem/den vorher vereinbarten Los(en) angerufen wird.
Auch bei diesem Verfahren bleibt die Anonymität des Bieters gewahrt. Auch sind Onlinegebote deutlich einfacher zu organisieren als Telefongebote. Dennoch können auch diese Online-Gebote den Ablauf einer Auktion verzögern.

#### Schriftliche Gebote
Viele traditionelle Auktionshäuser bieten die Möglichkeit, schriftlich an einer Auktion teilzunehmen, ohne persönlich bei der Auktion zu erscheinen. Dazu übergibt man dem Auktionshaus eine Aufstellung aller Lose, für die man bieten möchte, und dem höchsten möglichen Preis, den man bereit ist dafür zu bezahlen. Das Auktionshaus übernimmt dann die Funktion eines Treuhänders oder Bietagenten. Das bedeutet, dass immer im Sinn für den Bieter versucht wird, den günstigsten Preis zu erzielen. Jedoch kann ein schriftliches Gebot von anderen Bietern im Auktionssaal oder aber auch von anderen schriftlichen Bietern überboten werden. Ob das der Fall ist, erfährt man im Gegensatz zu den Online-Auktionen jedoch erst, wenn das Los im Auktionssaal aufgerufen wird. Bis dahin darf einzig und allein das Auktionshaus Kenntnis von den schriftlichen Geboten haben und muss darüber absolute Geheimhaltung bewahren. Liegen für ein Los zwei oder mehr gleich hohe schriftliche Gebote vor (und es erfolgen keine weiteren z. B. im Saal) so erhält meist das zuerst abgegebene den Zuschlag, andere Auktionshäuser lassen in solchen Fällen auch das Los entscheiden.
Bereits vor der Auktion, aber auch während der Auktion, die sich teilweise über mehrere Tage hinziehen kann, können schriftlich Gebote abgegeben werden. Bei vielen Auktionshäusern können schriftliche Gebote nicht nur per Post oder Fax, sondern auch über das Internet abgegeben werden, diese Möglichkeit ist aber zu unterscheiden von Online-Live-Geboten (siehe unten), bei denen der Bieter unmittelbar in der Auktion bietet.
Schriftliche Gebote können zwei besondere Merkmale enthalten:
- Gebote mit einem Maximal-Limit: 
 Wenn ein Bieter für mehrere Lose schriftlich bietet, kann er davon ausgehen, dass er nicht für jedes Los der Höchstbietende ist und für sein Maximalgebot auch den Zuschlag erhält. Daher hat er bei vielen Auktionshäusern die Möglichkeit mitzuteilen, wie viel er maximal in einer Auktion ausgeben möchte. Gleichzeitig kann er jedoch für ein Vielfaches dieses Limits über mehrere Lose hinweg bieten. Es ist dann die Aufgabe des Auktionshauses, darüber zu wachen, dass das maximale Limit des Bieters nicht, oder zu einem vorher vereinbarten Maximum überschritten wird. Es werden ihm nur so viele Lose zugeschlagen, bis das Budget des Bieters aufgebraucht ist, oder alle seine Gebote abgearbeitet sind.
- Oder-Gebote: 
 Manchmal werden mehrere Lose angeboten, die eigentlich gleich sind. Ein Sammler möchte oft aber nur ein beliebiges dieser Lose haben. Er kann dann bei vielen Auktionshäusern auch schriftlich für alle diese Lose bieten und dem Auktionshaus mitteilen, dass er aber nur eines der Lose haben möchte. Sobald dem Bieter eines der Lose zugeschlagen wird, ist das Auktionshaus verpflichtet, alle weiteren Gebote dieser „Oder-Serie“ zu verwerfen.

### Auktionsführung
Viele Auktionshäuser führen ein ausgedrucktes Auktionsbuch, das neben den Losdaten wie Ausruf bzw. Schätzpreis noch weitere Einträge zum Einlieferer, Anmerkungen, schriftliche Gebote sowie Zuschläge mit der jeweiligen Bieternummer enthält. Zur Organisation einer Auktion gehört zudem das Sammeln und Verwalten von vorgegebenen Mindestgeboten sowie „Oder“-Geboten und Maximal-Limits von Bietern in der Auktion, wofür nicht selten ein erheblicher Aufwand notwendig ist. Zur Erleichterung der Überwachung einer hohen Zahl von Geboten, die auf verschiedenen Kanälen eintreffen können, werden diese Daten elektronisch erfasst und liegen dann dem Auktionstisch aufbereitet vor. Hier können bis kurz vor dem Aufruf noch schriftliche Gebote abgegeben werden. Zuschläge werden sofort erfasst, worauf in der Regel schnell die Bezahlung und Aushändigung der Ware erfolgen kann. Manche Auktionshäuser zeigen auf Displays die Umrechnung der Gebote in Fremdwährungen an.

#### Die Versteigerungsbedingungen
Die Versteigerungsbedingungen müssen vor und während der Auktion für jedermann zugänglich sein und auch im Auktionssaal ausliegen. In der Regel sind die Versteigerungsbedingungen bereits im Auktionskatalog abgedruckt und auf der Homepage des Auktionshauses einsehbar. Ebenso ist der Auktionator verpflichtet, vor der Auktion auf die Versteigerungsbedingungen und deren Zugänglichkeit hinzuweisen, er muss diese Versteigerungsbedingungen auch bei sich haben.

#### Anwesenheit eines Beamten bei Auktionen in der Schweiz
In der Schweiz ist es üblich bzw. Pflicht, dass bei einer Auktion ein Stadtbeamter anwesend ist. Dieser dokumentiert unabhängig vom Auktionshaus die Auktion im Saal und kann bei Streitfragen schlichtend einschreiten. In Deutschland ist diese amtliche Auktionsbegleitung unüblich.

### Zuschlag

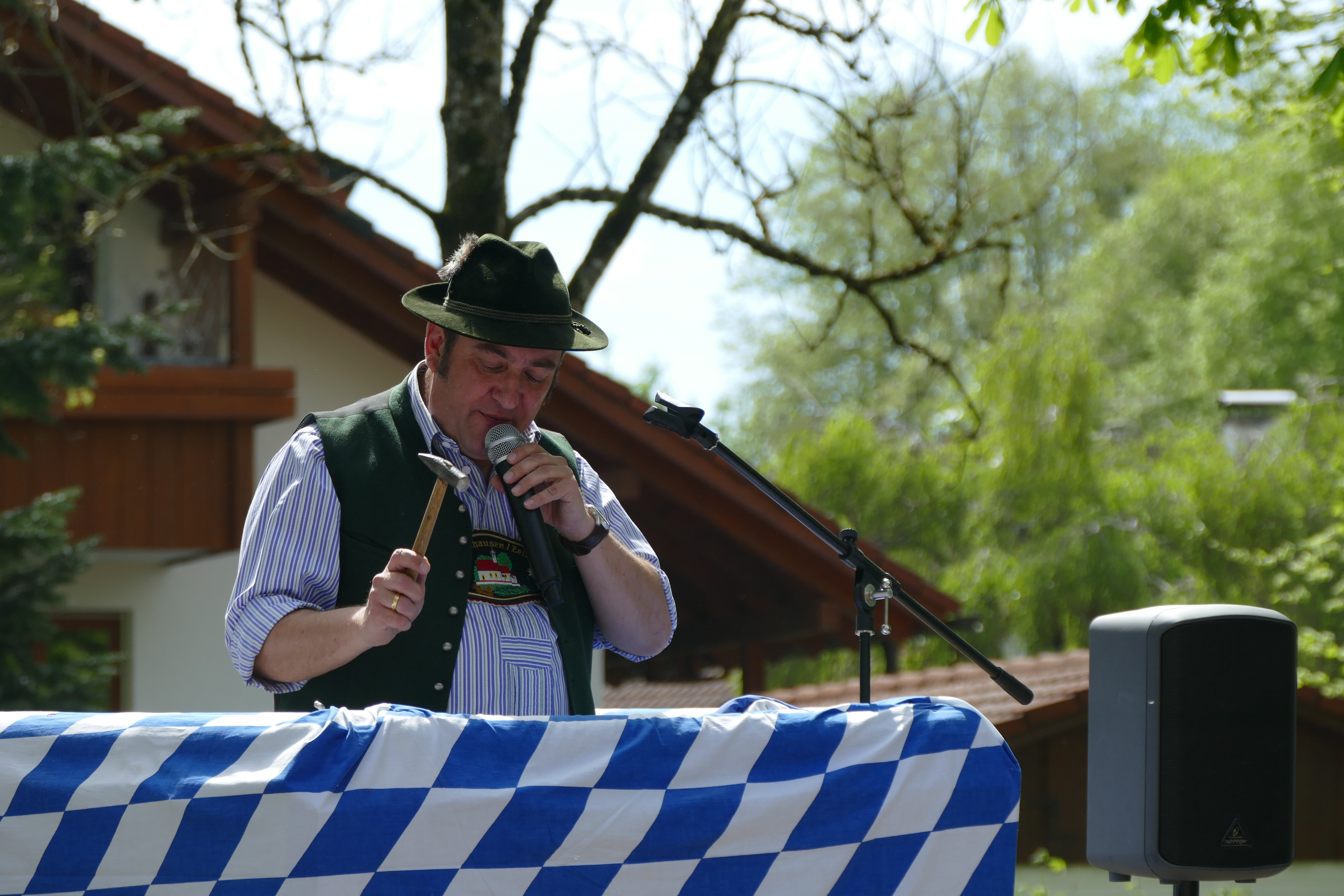
Zuschlag bei einer Maibaumauktion in Bayern

Ein Los wird solange ausgerufen, bis sich kein höheres Gebot findet. Dabei hält sich der Auktionator an vorher festgelegte Steigerungsstufen, die ab der Höhe des Ausrufes erfolgen. Es können auch höhere Gebote im Saal ausgesprochen werden, ab denen dann die weitere Steigerung fortgesetzt wird. Liegen schriftliche Gebote vor, wird ein Auktionator den Ausruf im Saal an die höchste Steigerungsstufe der schriftlichen Gebote anpassen. Das bedeutet bei Geboten über dem veröffentlichten Ausruf, eine Steigerungsstufe über dem zweithöchsten Gebot, sofern dieses nicht das schriftliche Höchstgebot übersteigt, ansonsten erfolgt der Ausruf zum schriftlichen Höchstgebot. Das höchste schriftliche Gebot wird solange gegen den Saal geboten, bis entweder im Saal ein höheres Gebot abgegeben wird oder das schriftliche Höchstgebot den letzten ausgerufenen Preis im Saal übersteigt. Der Auktionator übernimmt im Fall der schriftlichen Gebote die Funktion eines Bietagenten. Liegen zwei gleich hohe schriftliche Höchstgebote vor, so erhält bei manchen Auktionatoren dasjenige den Zuschlag, das zuerst abgegeben wurde, andere Auktionatoren bedienen sich eines Zufallsentscheides zum Beispiel durch den ersten Zuruf aus dem Publikum. Die Art und Weise des Zuschlags kann unterschiedlich erfolgen. Bei Auktionen mit geringen Stückzahlen wird das letzte Gebot bis zu dreimal ausgerufen und mit dem Klopfen des Auktionshammers abgeschlossen. Bei sehr umfangreichen Auktionen wird auch schon mal auf diese Form verzichtet und einfach nur nachgefragt, ob niemand mehr höher bieten möchte. Der Zuschlag wird bei traditionellen Auktionen immer mit einem Klopfen des Auktionshammers abgeschlossen.

#### Unter Vorbehalt der Nachprüfung
Dies bedeutet, dass eventuell einem Bieter oder Bietagenten während der Besichtigung eines Loses mögliche Ungereimtheiten aufgefallen sind und er dieses Los noch einmal von einem Fachmann genauer unter die Lupe nehmen lassen möchte. Dadurch soll geprüft werden, ob mit der Ware alles in Ordnung ist, bzw. der geschätzte Preis, zu dem ein Los aufgerufen wird, auch wirklich dem entspricht, was es tatsächlich wert ist. Manchmal können Manipulationen an einem Los nicht gleich auf Anhieb erkannt werden, die u. U. den tatsächlichen Wert deutlich mindern würden, bzw. sogar die Echtheit in Frage stellen. In diesem Fall informiert er das Auktionshaus darüber. Sofern sein Einwand auch aus Sicht des Auktionshauses berechtigt ist, wird dann das Los im Auktionssaal, „unter Vorbehalt der Nachprüfung“ ausgerufen und zugeschlagen. Der Auktionator muss dies in solchen Fällen vor Ausruf eines solchen Loses im Auktionssaal ankündigen und alle anwesenden Bieter über den Einwand informieren. Stellt sich im Nachhinein tatsächlich heraus, dass mit dem Los etwas nicht stimmt, und die Höhe des Ausrufes ungerechtfertigt bzw. zu hoch angesetzt war, wird der Zuschlag nachträglich wieder zurück- und das Los im Nachhinein aus der Auktion wieder herausgenommen.

#### „Wie es ist“
Wird während der Besichtigung berechtigt der Zustand oder der Wert eines Loses bemängelt, haben die Auktionshäuser auch die Möglichkeit, ein Los zu verkaufen, „wie es ist“. In solchen Fällen wird, sofern der Einlieferer darüber informiert wurde und dem zustimmt, oft der angesetzte Ausruf verworfen und die anwesenden Bieter können ihre Gebote auch unter dem vorher festgesetzten Ausruf abgeben. In jedem Fall muss der Auktionator dies vor Ausruf eines solchen Loses im Auktionssaal ankündigen und alle anwesenden Bieter über den Einwand und die festgestellten Hintergründe informieren. In diesem Fall werden alle schriftlichen Gebote auf dieses Los verworfen, da die Beschreibung im veröffentlichten Auktionskatalog falsch ist und schriftliche Bieter ihre Gebote unter falschen Voraussetzungen abgegeben haben.

#### Unter Vorbehalt der Zustimmung
Manchmal findet sich kein Bieter, der bereit ist, ein Los zum ausgerufenen Wert (Ausruf bzw. Schätzpreis) zu erwerben. Sofern ein Auktionshaus die Möglichkeit bietet, auch Gebote unter dem Ausruf abzugeben, dann aber das Höchstgebot immer noch eine bestimmte Differenz überschreitet, kann ein Auktionator auch ein Gebot „unter Vorbehalt“ (UV) annehmen. Ob dies möglich ist, wird in den individuellen Versteigerungsbedingungen des Auktionshauses festgelegt. In solchen Fällen werden zwar das Höchstgebot und der Bieter im Auktionssaal erfasst, das Los gilt aber dennoch nicht als zugeschlagen. Erst wenn der Einlieferer einem solchen Zuschlag zustimmt, gilt das Los als verkauft. Man nennt solche Lose auch UV-Lose.

#### Zuschlag von schriftlichen Geboten nach der Auktion
Je nach Auktionsführung kann es sein, dass Gebote auf Lose, die nicht im Auktionssaal aufgerufen wurden, weil im Saal kein Interesse für diese Lose bestand, erst noch zugeschlagen werden müssen. Dieses Verfahren entspricht zwar nicht ganz dem Prinzip eines traditionellen Auktionshauses, ist aber bei Auktionen mit großen Stückzahlen manchmal notwendig, um den Auktionsverlauf im Saal nicht allzu sehr in die Länge zu ziehen. Als Beispiel können hier Briefmarken- oder Ansichtskartenauktionen aufgeführt werden, bei denen in der Regel mehrere tausend Lose, manchmal auch über 10.000, angeboten werden. Der Zuschlag kann entweder manuell vom Auktionator, oder automatisiert vom Auktionssystem erfolgen.

### Nach der Auktion

#### Rechnungsstellung und Versand der Ware
Nach der Auktion, sobald die letzten Gebote zugeschlagen wurden, werden den schriftlichen Bietern ihre zugeschlagenen Lose in Rechnung gestellt. Der Versand der Ware erfolgt üblicherweise nach Zahlungseingang. In manchen Fällen, wenn ein besonderes Vertrauensverhältnis zwischen dem Auktionshaus und dem Bieter besteht, wird die Ware auch gleich mit der Rechnung zugesendet. Neben dem Zuschlag wird dem Bieter noch eine Provision, auch Kommission genannt, und je nach Versteigerungsbedingungen des Auktionshauses auch eine Losgebühr berechnet. Abhängig von der Art des Auktionshauses, also ob das Auktionshaus im eigenen Namen, oder im Auftrag arbeitet und abhängig von wem das Los stammt, kommt noch zusätzlich die anfallenden Umsatzsteuer auf das Los dazu. Die Summe der oben genannten Aufschläge wird in Deutschland üblicherweise als Aufgeld bezeichnet. Daher müssen Bieter bei der Abgabe eines Gebotes berücksichtigen, dass sich der zu zahlende Endpreis noch um das Aufgeld erhöht. Bei wenigen Auktionshäusern ist das Aufgeld jedoch schon im Mindestpreis bzw. jeweiligen Gebot enthalten, so dass der Bieter nur den gebotenen Betrag zahlen muss (abgesehen von Kosten für Transport o. Ä.).
Die umsatzsteuerliche Berechnung kann in der Praxis in Deutschland von Auktionshaus zu Auktionshaus unterschiedlich gehandhabt werden:
- Versteigerung im eigenen Namen: 
 Da es sich bei vielen versteigerten Artikeln um Ware handelt, die man als Kulturgut bezeichnet, fällt auf die Lose selbst in der Regel der ermäßigte Steuersatz an. Die Leistungen des Auktionshauses wiederum werden mit dem Normalsatz der Umsatzsteuer berechnet. In einigen Fällen wird der ermäßigte Steuersatz aber auch auf die gesamte Rechnung des Auktionshauses angewendet. Andere wiederum splitten die Rechnung auf und berechnen unterschiedliche Sätze.
- Versteigerung im Auftrag: 
 Diese Form der Versteigerung ist für ein Auktionshaus mit der aufwendigsten Abrechnungsform verbunden, sofern das Auktionshaus international agiert. Hierbei kommt es aus steuerlicher Sicht zu einem direkten Geschäftsverhältnis zwischen dem Einlieferer und dem Bieter/Käufer. Abhängig davon, ob der Einlieferer gewerblich handelt oder die Ware von privat verkauft, wird dem Bieter die Umsatzsteuer berechnet. Ebenso werden die Importumsatzsteuer bei gewerblichen Einlieferern aus Drittländern (Nicht EU), bzw. die Einfuhrspesen und die Umsatzsteuer auf diese weiterberechnet. Die Umsatzsteuer auf die Provision und sonstige Gebühren des Auktionshauses fallen immer an, da die Geschäftsabwicklung und damit diese Leistung in Deutschland erbracht werden. Händler aus EU-Ländern werden in der Regel ihre Ware nicht direkt anbieten. Da das Geschäft in Deutschland abgewickelt wird, würden sie dann auch in Deutschland steuerpflichtig, d. h., sie müssten hier eine eigene Steuernummer beantragen und eine Steuererklärung abgeben. Daher liefern EU-Händler dann meistens über einen deutschen Händler ein, womit dann die Regelung eines Deutschen Händlers zum Tragen kommt. 
 Umgekehrt gilt die Regelung auch für die Bieter im Ausland. Je nachdem, woher der Bieter kommt, bzw. wohin die Lose geliefert werden, kann die Mehrwertsteuer auf die Lose entfallen. So z. B. für gewerbliche Ware aus dem Inland und der EU, die an einen gewerblichen Käufer in der EU mit einer EU-Umsatzsteuer-ID geht oder die in ein Drittland (Nicht-EU) exportiert wird. Käufer aus Drittländern, die ihre Ware selbst abholen, sind grundsätzlich umsatzsteuerpflichtig, können aber bei Rücksendung eines Ausfuhrbeleges die Umsatzsteuer für die Lose im Nachhinein wieder gutgeschrieben und ausgezahlt bekommen. Stammt die Ware, die ein Drittland-Kunde erwirbt, selbst aus einem Drittland, so fallen für ihn sowohl die Einfuhrsteuern und Zölle, als auch die Ausfuhrkosten an. Dem wiederum begegnen einige Auktionshäuser mit einem Zolllager, bei dem die Ware offiziell erst dann nach Deutschland eingeführt wird, wenn die Ware nach Deutschland oder in die EU verkauft wird. Ebenso wird die Berechnung der Einfuhrspesen von den Zollämtern unterschiedliche gehandhabt. Einige setzen für die Berechnung der Einfuhrumsatzsteuer den Schätzwert an, der später auch im Katalog als Ausruf erscheint, da diese sofort abgeführt werden muss. Andere bestehen als Berechnungsgrundlage auf den Betrag des erst später erfolgten Zuschlags. Liefert ein Drittlandkunde die Ware persönlich im Auktionshaus ein, gilt diese als Inlandsware. 
 Aus diesen Gründen erfolgt die steuerliche Berechnung auf einer einzigen Bieter-Rechnung in der Regel für jedes Los gesondert.

Kurzum: in der steuerlichen Regelung besteht in Deutschland kein einheitlicher Konsens, was vermutlich auch daran liegen mag, dass die steuerliche Überprüfbarkeit je nach Art und Umfang einer Versteigerung kaum noch nachvollziehbar ist und in der Praxis nahezu undurchführbar wird, bzw. zu kompliziert und zu aufwendig ist. Zurzeit wird darüber diskutiert, ob man für international agierende Auktionshäuser die Differenzbesteuerung einführen soll. Wie dann allerdings eine Umsatzsteuerprüfung vonstattengehen soll und was dann letztlich mit welchem Aufwand geprüft wird, ist mehr als nur fraglich. Man darf daher auch in Deutschland von einem gewissen steuerlichen Chaos sprechen, auch wenn dies viele Finanzbeamte nicht wahr haben wollen. Fragt man sie dann aber konkret und gezielt nach bestimmten Fallbeispielen, geben die meisten über kurz oder lang auf und suchen nach einer tragbaren Lösung für eine individuelle steuerliche Abrechnungsform oder verweisen auf das Bundesfinanzministerium. Daher kommen auch die vielen verschiedenen Abrechnungssysteme bei deutschen Auktionshäusern.

#### Reklamationen
Ist ein schriftlicher Bieter nach Erhalt der Ware nicht mit deren Zustand einverstanden oder will die Ware doch nicht haben, kann er bei der Versteigerung nach § 156 BGB in Deutschland nicht wie bei einem Fernabsatzvertrag die Ware gemäß den Regelungen der §§ 312 ff., 355 ff. BGB zu Fernabsatzverträgen wieder zurücksenden. Kommt es zu einem Streitfall, versucht daher immer zuerst das Auktionshaus, die Angelegenheit zu schlichten. Sollte dies nicht möglich sein, müssen sich die beiden Parteien (Einlieferer und Bieter/Käufer) direkt einigen und notfalls ihren Konflikt selbst vor den entsprechenden rechtlichen Instanzen austragen. Manchmal kann es auch aufgrund solcher Streitereien, je nach Sachlage und Situation, zur Sperrung einer der Parteien für künftige Auktionen kommen. Dies dann nicht selten auch bei anderen Auktionshäusern, sofern diese in einem Verband zusammengeschlossen sind und sich untereinander informieren.

#### Nachverkauf
Bei vielen Auktionshäusern ist heute ein Nachverkauf der unverkauften Lose eine Zeit lang nach der Auktion üblich. Viele Häuser veröffentlichen dazu extra sogenannte Rückloslisten oder bieten die Waren gleich in einem Online-Shop an. Der Preis richtet sich dabei entweder am Mindestgebot oder dem Ausruf. Oftmals wird ein fester prozentualer Anteil vom Ausruf abgezogen und dieser Preis dann als Verkaufspreis ausgegeben. Manchmal ist es auch möglich, für nicht verkaufte Objekte ein Untergebot abzugeben, das dann dem Einlieferer zur Entscheidung vorgelegt wird. Aber auch im Nachverkauf bleibt der Auktionator dem Einliefer verpflichtet und ist gehalten, den höchstmöglichen Preis zu erzielen.
Der Nachverkauf erfüllt nicht die Anforderungen der deutschen Rechtsprechung an die öffentliche Versteigerung. Darum gelten hier nicht die Privilegien der Versteigerung (Ausnahmen von den Regelungen des Fernabsatzes, Ausschluss der Gewährleistung, gutgläubiger Erwerb), es sei denn, die Geschäftsbedingungen des Auktionshauses legen eine andere Regelung ausdrücklich fest.

#### Einliefererabrechnung
Abhängig von den Versteigerungsbedingungen wird in einer definierten Zeit nach der Auktion die Abrechnung der verkauften Ware mit den Einlieferern durchgeführt. Von dem Zuschlag wird dem Einlieferer eine Kommission abgezogen. Ebenso ist es bei einigen Auktionshäusern üblich, dem Einlieferer eine zusätzliche Losgebühr oder Gebühren für die Abbildung im Auktionskatalog in Rechnung zustellen. Manche Auktionshäuser berechnen den Einlieferern auch eine Aufwandsgebühr für die nicht verkauften Lose. Dazu kommen noch die Versicherungsgebühren, die sich in der Regel an der Höhe des Ausrufes mit einem festen Prozentsatz orientieren. Von dieser Gutschrift werden dem Einlieferer auch noch angefallene Aufwendungen für Testate, Transportkosten oder gewährte Vorschüsse samt Zinsen abgezogen. Das sich daraus ergebende Restguthaben wird dann dem Einlieferer ausbezahlt oder mit anderen Rechnungen verrechnet. Für die Einliefererabrechnung gelten die gleichen Umsatzsteuerregelungen, wie sie weiter oben für die Bieterrechnungen beschrieben wurden. Je nach Art der Versteigerungsform kann diese ebenfalls sehr umfangreich und komplex aufgebaut sein (z. B. bei einer Versteigerung im Auftrag).

#### Unverkaufte Lose
Je nach Vereinbarung des Einlieferers mit dem Auktionshaus werden die unverkauften Lose entweder unmittelbar nach der Auktion oder nach Ablauf der Nachverkaufsphase an den Einlieferer zurückgegeben. In vielen Fällen verbleibt aber die Ware im Auktionshaus und wird in der nächsten Auktion wieder zu einem (möglicherweise) ermäßigten Wert erneut ausgerufen.
Als „verbrannt“ gelten jene Objekte, die häufig binnen weniger Monate mehrmals in Auktionen (womöglich auch verschiedener Auktionshäuser) eingereicht wurden und liegengeblieben sind. Ursache ist häufig eine anfänglich zu hohe Erwartung des Verkäufers, die dann von potentiellen Käufern als (womöglich verdeckter) Mangel gedeutet wird. Ein marktüblicher Preis ist oftmals erst nach vielen Jahren wieder zu erzielen.
Allerdings gehört es auch zu den Aufgaben eines Auktionshauses, den Einlieferer über den erzielbaren Marktwert zu informieren und einen realistischen Ausrufpreis festzusetzen.
Lose, die trotz eines erfolgten Zuschlags bereits nach kurzer Zeit wieder in einer Auktion angeboten werden, lösen ebenfalls Misstrauen aus. Hier entsteht der Verdacht, dass es einen verdeckten Mangel gibt, den der Käufer entdeckt hat und dass er das Objekt daher schnell wieder loswerden möchte. Auch erscheint es denkbar, dass unerlaubterweise ein vom Verkäufer (oder Einlieferer) beauftragter Lockvogel den Preis durch Gebote nach oben zu treiben versucht hatte, dabei aber ungewollt den Zuschlag erhalten hat, so dass das Stück nun erneut angeboten wird.

## Weitere Auktionsformen

### Online-Auktion
Die Online-Auktion wird per Internet veranstaltet. Bekanntester Veranstalter von Online-Auktionen ist eBay; auch bekannt sind z. B. in Deutschland Hood.de und in der Schweiz ricardo.ch. Nach erfolgter Auktion gelangt die Ware in der Regel mittels Versand zum Kunden; bezahlt wird meist per Überweisung, per Nachnahme oder bar bei Abholung. Als Online-Auktion im weiteren Sinne gibt es auch sogenannte Dienstleistungsauktionen (z. B. MyHammer.de), unternehmensinterne Auktionen, Penny-Auktionen, Niedrigstpreis-Auktionen und Forderungsauktionen (versteigert werden titulierte Forderungen oder Forderungspakete). Manche Online-Plattformen bieten auch ausschließlich Auktionen für den guten Zweck an (z. B. United Charity).
Wegen der großen Anzahl von Online-Auktionshäusern und der daraus folgenden Unübersichtlichkeit hat sich auch ein breites Angebot an Dienstleistungen rund um diese Auktionsform gebildet; dazu zählen Metasuchmaschinen für Angebotssuche, aber auch viele Serviceprogramme zum Offline-Erstellen von Angeboten und Auktionsverwaltung oder auch sog. Sniper-Programme zum Absetzen von Geboten am Ende der Angebotsfrist. Personen, die keinen eigenen Computer oder keine Zeit haben, selbst eine Internet-Auktion zu starten, können ihre Waren in speziellen Shops abgeben. Diese versteigern dann die Ware gegen Provision.
In Deutschland handelt es sich bei einer Online-Auktion nicht um eine Versteigerung im Sinne des § 156 BGB, sodass Verkäufer nicht unter den Schutz dieser Gesetzgebung fallen. Hierbei kann es zu Betrug zu Lasten gutgläubiger Käufer kommen.

### Internet-Live-Auktion
Die Internet-Live-Auktion ist eine von einem Auktionshaus über das Internet veranstaltete, behördlich autorisierte Versteigerung im Sinne des § 156 BGB und § 34b Gewerbeordnung (GewO), bei der alle Gebote in Echtzeit digital verarbeitet werden. Sie erfolgt nach dem Vorbild traditioneller Auktionen, eine Teilnahme im Sinne von § 156 BGB ist jedoch zusätzlich mittels Personal Computer, Notebook, Tablet PC und Smartphone möglich. Daher können sowohl im Saal anwesende als auch über das Internet angebundene Personen mitbieten.
Bekanntester Veranstalter von Internet-Live-Auktionen war die Auctionata AG in Berlin, die Anfang 2017 Insolvenz anmelden musste. Der Unterschied zu Online-Auktionen besteht u. a. in der gesetzlichen Absicherung der Versteigerung, sodass Käufer im Gegensatz zur typischen eBay-Auktion kein Widerrufsrecht gemäß Fernabsatzvertrag haben. Internet-Live-Auktionen werden von einem Auktionator geleitet und mittels Live-Stream über das Internet übertragen. Auch viele kleinere Auktionshäuser bieten (meist über ein Verbundportal) diesen Service an, so dass nicht nur Kunden im Saal, sondern auch Internetbieter an einer Versteigerung teilnehmen können.

### Auftragsauktion
Die Auftragsauktion, auch Jobauktion oder Dienstleistungsauktion genannt, ist eine Form der Ausschreibung, bei der der Nachfrager eine Leistung beispielsweise von einem Handwerker erbracht haben möchte und einen Höchstpreis vorgibt. Anbieter der nachgefragten Leistung versuchen sich gegenseitig zu unterbieten, um an den Auftrag zu gelangen. Dadurch fallen die Gebote im Verlauf der Auktion – Auftragsauktionen sind Rückwärtsauktionen. Bei unternehmensinternen Auktionen bieten verschiedene Teileinheiten, um beispielsweise den Zuschlag für die Umsetzung eines Produktionsauftrags zu bekommen. Wird eine Auftragsauktion im Internet durchgeführt, spricht man von einer E-Reverse Auction.

### Aktienemission
Bei der Aktienemission gibt es drei Arten, worunter sich auch das Auktionsverfahren befindet. Es ermittelt den Emissionskurs aus der aktuellen Nachfrage aufgrund der vorliegenden Wertpapierorders am Emissionstag. Dabei übermitteln die Bieter (Anleger) ihre Kurs- und Mengenwünsche an den Emittenten. Auf der Basis aller eingegangenen Angebote bis zum festgelegten Stichtag erfolgt danach die Zuteilung der Emission auf die Bieter mit den höchsten Geboten. Zu unterscheiden ist zwischen dem diskriminierenden Tenderverfahren (amerikanischer Tender) und dem kompetitiven Tenderverfahren (holländischer Tender). Während die Bieter beim amerikanischen Tender die Zuteilung zu ihren individuellen Kursgeboten erhalten (unterschiedliche Emissionskurse), wird beim holländischen Tender ein einheitlicher markträumender Kurs festgelegt. In der Regel werden in beiden Tenderverfahren unrealistisch hohe und niedrige Gebote nicht berücksichtigt, um den Durchschnittskurs nicht zu verfälschen. Andere Verfahren sind das
Bookbuilding-Verfahren und das Festpreisverfahren.

## Unterschiedliche Gebotssysteme
Auktionen können nach unterschiedlichen Kriterien klassifiziert werden.

### Einseitige und zweiseitige Auktionen
Bei einseitigen Auktionen werden Gebote entweder nur von Kaufinteressenten oder nur von Verkaufsinteressenten abgegeben. Bei zweiseitigen Auktionen bieten sowohl Käufer als auch Verkäufer, und passende Gebote werden zusammengeführt. Ein Beispiel für eine zweiseitige Auktion ist eine Börse.

### Offene und verdeckte Auktionen
Teilnehmer einer offenen Auktion wissen, welche Gebote bisher abgegeben wurden (möglicherweise allerdings nicht von wem). Die klassische Versteigerung ist eine offene Auktion. Offene Auktionen können aufsteigend oder absteigend sein.
Teilnehmer einer verdeckten Auktion (auch stille Auktion genannt) geben ihre Gebote ohne dieses Wissen ab. Die Gebote werden nicht ausgerufen, sondern verdeckt abgegeben – beispielsweise per Post oder in einer Urne. Zu einer vereinbarten Zeit wird die Auktion geschlossen und derjenige gewinnt die Auktion, der das höchste Gebot abgegeben hat. Bei gleichen Geboten bekommt der Bieter des früheren den Zuschlag. Bei verdeckten Auktionen werden zwei Varianten unterschieden:
- Erstpreisauktion: Bei der Erstpreisauktion (engl. first price sealed bid auction), auch Höchstpreisauktion genannt, gibt jeder Nachfrager ein verdecktes Gebot ab. Das beste Gebot erhält den Zuschlag, und der Gewinner leistet eine Zahlung in Höhe seines Gebots.
- Zweitpreisauktion: Bei der Zweitpreisauktion (engl. second price sealed bid auction), auch Vickrey-Auktion genannt, erhält ebenfalls der Höchstbieter den Zuschlag, zahlt aber nur in Höhe des zweithöchsten Gebots. Der Vorteil dieser Auktion gegenüber der Erstpreisauktion besteht darin, dass es für Bieter vorteilhaft ist, ein Gebot in Höhe ihrer wahren Wertschätzung für das zu versteigernde Gut abzugeben, während sie bei der Erstpreisauktion niedriger bieten werden, um im Falle des Zuschlags noch einen Gewinn zu haben.

### Aufsteigende Gebote: englische Auktion und japanische Auktion
Die englische Auktion ist die bekannteste Form der Auktion. Dabei werden, von einem festgesetzten Mindestpreis ausgehend, aufsteigend Gebote abgegeben, bis kein neues Gebot mehr eintrifft. Der letzte Bieter erhält den Zuschlag.
Bei der japanischen Auktion erhöht der Auktionator stetig den Preis, während nach und nach Bieter aussteigen, so lange, bis nur noch ein Bieter übrig ist. Die Auktion ist, wie die englische Auktion, das strategische Äquivalent zur Zweitpreisauktion.

### Absteigende Gebote: Rückwärtsauktionen

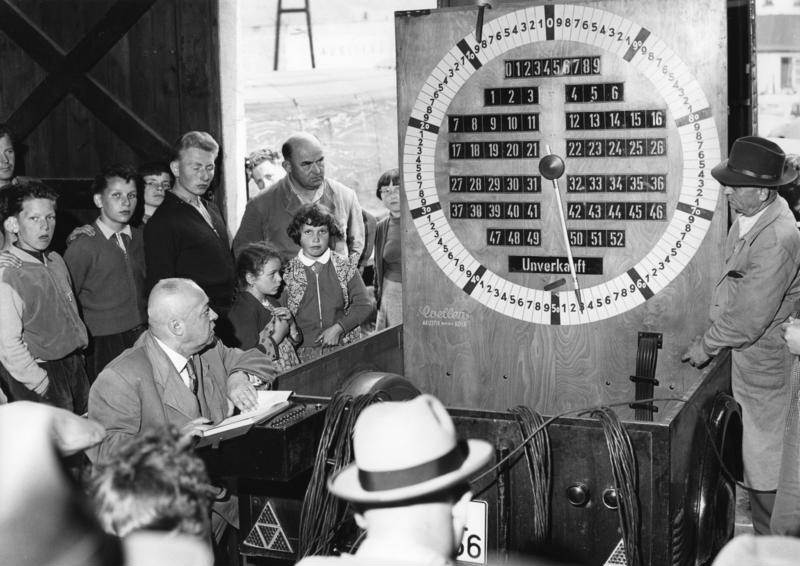
Niederländische Auktion: Der sinkende Kaufpreis ist am Zeiger erkennbar, der sich im Uhrzeigersinn dreht

Bei einer Rückwärtsauktion (engl. reverse auction) werden absteigende Beträge genannt – die Gebote fallen. Je nach Modus wird entweder ein höchster Preis oder ein möglichst niedriger Preis gesucht:
- Bei einer niederländischen Auktion werden absteigende Beträge genannt, bis ein Erster auf das aktuelle Angebot eingeht. In diesem Fall wird ermittelt, welcher Käufer den höchsten Preis zu zahlen bereit ist. Wegen des sofortigen Zuschlags werden niederländische Auktionen sehr schnell abgewickelt. Dieses Verfahren eignet sich bei mehreren gleichartigen Artikeln, wie etwa Tabakerntehaufen.

- Bei Auftragsauktionen wird mit fallenden Geboten über einen längeren Zeitraum ermittelt, welcher Anbieter bereit ist, die vom Interessenten nachgefragte Leistung für den niedrigsten Preis zu erbringen. In der Praxis (z. B. bei MyHammer) ist der Auftraggebende teilweise nicht verpflichtet, den Anbieter mit dem niedrigsten Preis zu wählen. Er kann frei entscheiden, welchem Anbieter er den Zuschlag gibt (gute Bewertung, Ortsnähe etc. haben hier auch eine große Bedeutung). Eine E-Reverse Auction ist eine Rückwärtsauktion, die im Internet veranstaltet wird. Auftragsauktionen und insbesondere Beschaffungsauktionen im Business-to-Business-Bereich werden meist als E-Reverse Auction durchgeführt.

### Kombinatorische Auktion
Stehen mehrere unterschiedliche Güter zum Verkauf, kann eine Auktion Gebote zulassen, die einen Preis für mehrere Güter in ihrer Gesamtheit bieten. Eine solche kombinatorische Auktion hat den Vorteil, dass Bieter nicht dem Risiko, nur einen für sie wertlosen Teil der von ihnen benötigten Güter zu ersteigern, ausgesetzt sind. Ihr Nachteil besteht darin, dass die Gewinnerermittlung komplizierter ist als bei der klassischen Einzelauktion.

### Sonderformen

#### Amerikanische Versteigerung
Bei einer amerikanischen Versteigerung zahlt jeder Bieter jeweils sofort den Differenzbetrag zwischen seinem Gebot und dem Vorgängergebot. Dadurch werden oft Einnahmen erzielt, die weit über dem Wert des zu versteigernden Gegenstandes liegen. Amerikanische Versteigerungen werden in der Regel zugunsten gemeinnütziger Zwecke durchgeführt.
Die amerikanische Versteigerung ist die bekannteste Form der All-pay-Auktion. Bei einer All-pay-Auktion erhält der Bieter mit dem Höchstgebot den Zuschlag, aber alle Bieter zahlen.

#### Zwei Bieter zahlen
In manchen Wirtschaftsspielen zur Erforschung von wirtschaftspsychologischen Fragestellungen erhält der Höchstbieter den Zuschlag und muss bezahlen, aber auch der Bieter mit dem zweithöchsten Gebot muss sein Gebot bezahlen. Dadurch eskaliert die Situation, weil der jeweils Unterlegene nicht leer ausgehen will. Die Gebote steigen dabei oft in ungewollt hohe Gebiete.

#### Calcutta-Auktion
Eine Calcutta-Auktion ist eine Kombination aus einer Lotterie und einer Auktion. Die Calcutta-Auktion ist eine vor allem in den USA und den Ländern des früheren British Empire beliebte Wettart, die bei Pferderennen in Calcutta erfunden wurde.

## Rechtsfragen
In Deutschland wird eine Versteigerung von § 156 BGB geregelt. Bei gewerblichen Versteigerungen findet außerdem § 34b GewO und die Verordnung über gewerbsmäßige Versteigerungen Anwendung.
Auch bei sogenannten Internetversteigerungen kommt grundsätzlich ein gültiger Vertrag zustande.
Das OLG Frankfurt hat außerdem entschieden, dass die Bezeichnungen „Auktion“ oder „Versteigerung“ für Verkäufe gegen Höchstgebot im Internet, die keine Versteigerungen i. S. v. § 34b GewO sind, ohne Hinzutreten weiterer Umstände nicht irreführend sind.
Allerdings handelt es sich bei diesen Auktionen nach der Rechtsprechung des Bundesgerichtshofs nicht um Versteigerungen im Sinne von § 156 BGB, da kein Zuschlag im Sinne dieser Vorschrift erfolgt. An der dafür notwendigen Willenserklärung eines Auktionators fehle es bei Internetauktionen. Auf Internetauktionen finden § 156 BGB, § 34b GewO und die Verordnung über gewerbsmäßige Versteigerungen keine Anwendung. Internetauktionen werden somit nicht von der Ausnahmeregelung des § 312d Abs. 4 Nr. 5 BGB erfasst – daher steht Verbrauchern gem. § 13 BGB, die auf diese Weise mit einem Unternehmer einen Fernabsatzvertrag abgeschlossen haben, grundsätzlich ein Widerrufsrecht zu.
Ebenso handelt es sich nicht um eine Versteigerung im Sinne des § 34b GewO, weswegen man keine behördliche Erlaubnis zum Veranstalten von Internetauktionen benötigt.
Verboten ist bei allen Auktionen die Gebotstreibung oder englisch shill bidding (von engl. shill: Lockvogel, Anreißer; to bid: bieten), bei der eine vom Versteigerer (oder Einlieferer) engagierte Person als Lockvogel versucht, den Preis durch Gebote in die Höhe zu treiben. In der Anfangszeit der Online-Auktionen war dies ein besonderes Problem, da durch die Anonymität sogar der Verkäufer selbst über einen zweiten Account auf seine angebotenen Artikel bieten konnte. Mittlerweile versuchen die Online-Auktionshäuser durch Anzeige von Verkaufs- und Bietaktivität mögliche unerlaubte Verbindungen zwischen einzelnen Mitgliedern sichtbar zu machen und damit diese Form des Betrugs auszuschließen.

## Tätigkeit als Auktionator
Im Gegensatz zu anderen Ländern gibt es in Deutschland den Beruf des Auktionators im klassischen Sinne nicht, ebenso wenig wie eine Ausbildung. Auktionatoren üben in Deutschland vielmehr eine gewerbsmäßige Tätigkeit aus, die der Gewerbeordnung unterliegt. Benötigt wird eine Versteigerererlaubnis nach § 34b GewO, die über das Ordnungsamt der Heimatbehörde beantragt werden kann. Eine bestimmte berufliche Qualifikation ist nicht erforderlich. Auf Antrag kann ein Auktionator auch öffentlich bestellt werden.
Fachliche Bestellungsvoraussetzungen für die öffentliche Bestellung und Vereidigung von Versteigerern:

### Vorbildung des Versteigerers
Die öffentliche Bestellung setzt besondere Sachkunde des Versteigerers voraus. An diese Sachkunde einschließlich Kenntnis der einschlägigen Rechtsvorschriften sind strenge Anforderungen zu stellen; eine mehrjährige Betätigung als Versteigerer oder Händler lässt für sich allein noch nicht auf besondere Sachkunde schließen.
Für Versteigerer gibt es weder eine Ausbildungsordnung für eine berufliche oder gewerbliche Tätigkeit noch ein einschlägiges Berufsbild mit entsprechender Aus- und Vorbildung. Dies bedeutet, dass im Wesentlichen die praktische Tätigkeit als Versteigerer nach Erteilung der Erlaubnis gemäß § 34b Abs. 1 GewO dem Versteigerer die geeigneten Kenntnisse über die Breite der vorkommenden Geschäfte zu vermitteln hat.
Der erforderliche Nachweis der praktischen Tätigkeit wird dadurch erbracht, dass die Versteigerererlaubnis gemäß § 34b Abs. 1 GewO vorgelegt wird. Ebenso vorzulegen ist der Nachweis über die in den letzten fünf Jahren durchgeführten Versteigerungen. Eine Mindestzahl von Versteigerungsanzeigen gemäß § 5 VerstV wird nicht vorgeschrieben, es kommt auf den Schwierigkeitsgrad im Einzelfall und die nachhaltige Tätigkeit an.

### Fachliche Kenntnisse
Die nach § 4 VerstV herausgegebenen Verzeichnisse enthalten üblicherweise einen Schätzpreis. Es handelt sich hierbei um Wertangaben, die im Wege der Schätzung durch den Versteigerer ermittelt worden sind, soweit nicht ein Sachverständiger im Falle des § 3 VerstV eine Schätzung vorgenommen hat.
Der Schätzpreis und der mit dem Auftraggeber vereinbarte Mindestpreis müssen in einem angemessenen Verhältnis zueinander stehen. Der Versteigerer muss daher in der Lage sein, die von Dritten genannten Preise aufgrund eigener Branchen- und Warenkunde zu beurteilen. Die Gewerbeordnung sieht auch die öffentliche Bestellung und Vereidigung für bestimmte Arten von Versteigerungen vor (§ 34b Abs. 5, 2. Alt. GewO). Beispielhaft seien hier Versteigerer für Industriemaschinen und Werkzeuge oder Briefmarken genannt. Das Maß der erforderlichen Sachkunde für eine öffentliche Bestellung richtet sich nach den einschlägigen fachlichen Bestellungsvoraussetzungen für Sachverständige auf dem betreffenden Sachgebiet.

### Juristische Kenntnisse
Zahlreiche gesetzliche Vorschriften erwähnen die öffentliche Versteigerung bzw. den freihändigen Verkauf durch öffentlich bestellte und vereidigte Versteigerer. Eingehende Kenntnisse der gewerberechtlichen Vorschriften, insbesondere § 34b GewO und der Versteigererverordnung sind unverzichtbar.
Nachzuweisen sind Grundkenntnisse derjenigen gesetzlichen Regelungen, die die öffentliche Versteigerung von beweglichen Sachen und Wertpapieren oder deren freihändigen Verkauf vorsehen. Insbesondere handelt es sich dabei um den Pfandverkauf (§§ 1228 ff. BGB, § 368, §§ 397 ff., § 410, § 421, § 440 HGB) und den Verkauf beweglicher Sachen nach den Vorschriften über den Pfandverkauf (§§ 731, 753, 1003, 2022, 2042 BGB, § 371 HGB) sowie um den Verkauf beweglicher Sachen aufgrund besonderer gesetzlicher Ermächtigungen (§§ 383, 489, 966, 979, 1219 BGB, §§ 373, 376, 379, 388, 391, 407, 417, 437 HGB) und den Verkauf aus freier Hand, wo dieser anstelle der gesetzlichen Versteigerung vorgesehen ist (z. B. § 1221 BGB).

### Auktionatoren in den USA
In den USA gibt es private Auktionatorenschulen, die die praktischen und rechtlichen Grundlagen der Durchführung einer Auktion in Kursform lehren. Eine weitere Besonderheit ist, dass Auktionatoren bei Auktionen permanent das aktuelle Gebot bzw. das zu erwartende nächsthöhere Gebot in schneller Folge und für unerfahrene Bieter aufgrund der bedeutungslosen Füllwörter (filler words), die die Melodie ausmachen, schwer verständlich wiederholen. Der Sinn dieser Maßnahme ist es, die Bieter zur rascheren Abgabe höherer Gebote zu animieren. Auch diese sprachliche Tradition wird an Auktionatorenschulen gelehrt und erlernt, wobei jeder Auktionator später seinen eigenen Stil entwickelt. Diese im Englischen als auction chant (chant: ‚Gesang‘ oder ‚Singsang‘) bekannte Form der Aufrufe der Gebote ist außerhalb der USA, Kanadas und Südafrikas nicht verbreitet.